# Rådhusparken

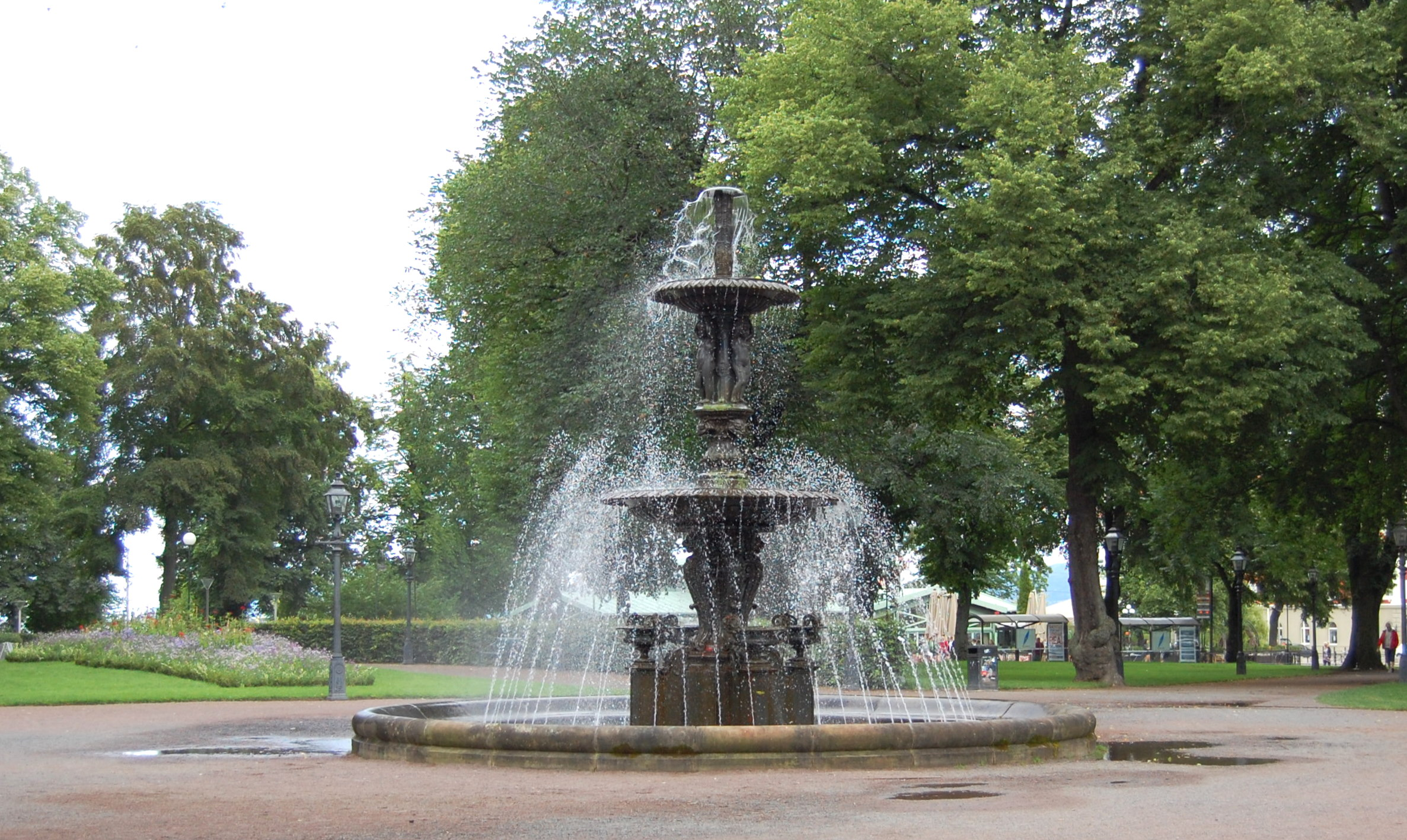
Brunnen im Rådhusparken

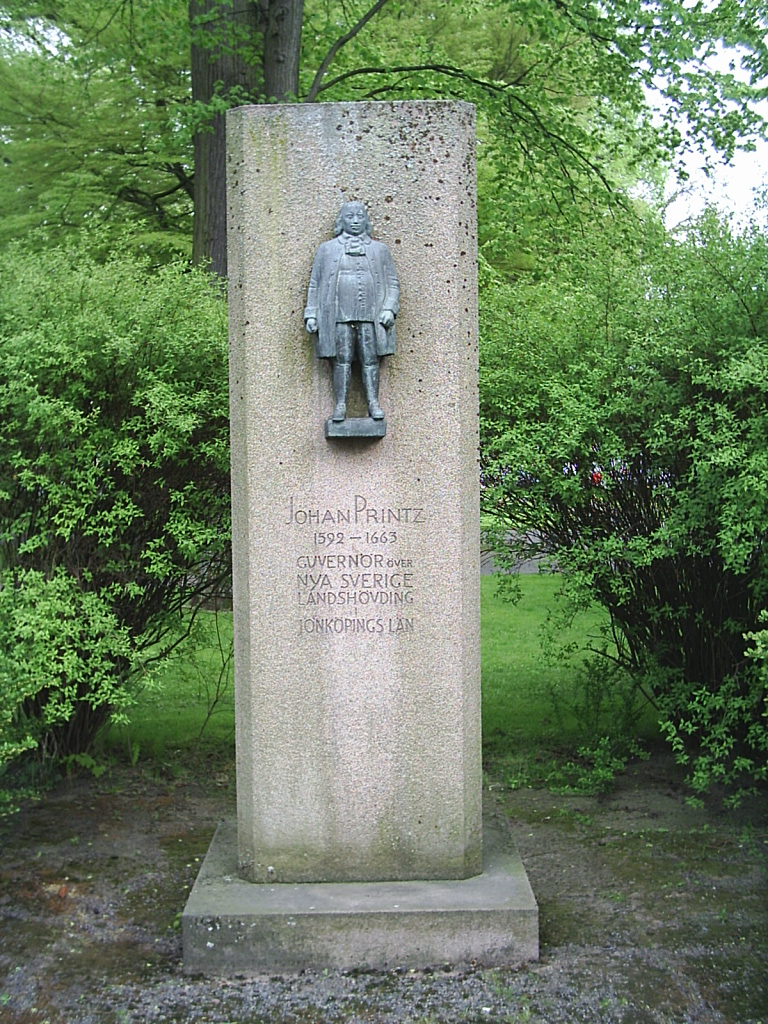
Statue für Johan Printz

Der Rådhusparken (deutsch: Rathauspark) ist ein kleiner innerstädtischer Park in der schwedischen Stadt Jönköping.
Nördlich des Parks befindet sich das Südufer des Sees Vättern. Östlich verläuft der Verbindungskanal zwischen Munksjön und Vättern.
Der Park wurde in den 1860er Jahren angelegt, zuvor befand sich in diesem Bereich eine alte Burganlage. Seinen Namen hat der Park nach dem 1861 als Schulgebäude errichteten Rathaus. Die Nutzung als Rathaus besteht seit 1914. In den 1920er Jahren erfolgte eine Neugestaltung. Die Mitte des Parks wird von einem großen Brunnen dominiert. Es besteht ein alter Baumbestand. Im Park gibt es auch mehrere Denkmäler, darunter eins für Johan Björnsson Printz (1592–1663), den Gouverneur der schwedischen Kolonie Neuschweden in Nordamerika und späteren Gouverneur von Jönköping.
Koordinaten: 57° 46′ 56,9″ N, 14° 10′ 0,3″ O